# Joaquín Villatoro
Joaquín Villatoro Medina (Castro del Río, 1911 - Madrid, 1987) fue un compositor, director de orquesta, banda y coro, y docente.  Villatoro es considerado un referente de la Generación de Compositores Sinfónicos Españoles del s. XX.
Desempeñó un papel fundamental en la vida cultural de Jerez de la Frontera. Desde 1962 hasta su jubilación en 1980, fue el director titular de la Banda Municipal, la Orquesta Sinfónica y el Orfeón Jerezano, con los que presentó importantes obras. Además, Villatoro fundó el Conservatorio de Jerez, donde impartió enseñanza, llevando actualmente su nombre en reconocimiento a su labor. 

## Biografía
Sus primeras lecciones musicales se las dicta en 1924 Emilio Díaz, director de la Banda Municipal de su población natal, junto a Francisco Algaba; formándose en el Conservatorio de Córdoba donde estudia Piano y Armonía con Luis Serrano y Mariano Gómez. Por medio de una Pensión de la Diputación de esa ciudad efectúa su ingreso en el Real Conservatorio Superior de Madrid, consolidando los estudios de Armonía con Premio Extraordinario bajo la dirección de Pedro Fontanilla, además de Composición con Conrado del Campo, y Ciencias Folklóricas con Óscar Esplá y Eduardo Torner. Aprende Instrumentación y Orquestación de Banda de manos de Emilio Vega. Se traslada a París en el año 1931, gracias a la Beca de Estudios Superiores en el Extranjero de la Diputación cordobesa, para perfeccionar en la École Normale de Musique la técnica de Composición y Piano con Paul Dukas y Alfred Cortot, así como la Armonía Moderna con Charles Koechlin; y en 1951, becado por la Presidencia de la República Francesa, estudia las Grandes Formas de la Música Vocal en la Schola Cantorum -heredera de la Escuela de César Franck-, acogiéndolo el crítico y musicólogo Henri Collet. A lo largo de su carrera dirigió diversas bandas y orquestas, y estrenó varias de sus composiciones. 
En el año 1956, mediante oposición ingresa en la Primera Categoría del Cuerpo de Directores de Bandas Civiles. Desarrolla su actividad en Pozoblanco, Aldea del Rey, Daimiel y Manzanares, logrando en dos ocasiones por justa oposición la plaza de director de la Banda Municipal de Madrid, la cual no pudo ocupar por razones políticas de la época. En 1962 se traslada a Jerez de la Frontera donde fue director de las cuatro entidades musicales de esta ciudad: Banda Municipal, Conservatorio, Orquesta Sinfónica y el Orfeón de Jerez, donde también fundó el conservatorio, que hoy lleva su nombre: Conservatorio Profesional de Música Joaquín Villatoro.
Entre sus principales obras, algunas estrenadas y otras inéditas, figuran “Leyenda dramática” (1941), estrenada por la Banda Municipal de Madrid bajo su dirección. “Canto a Córdoba”(1948), poema sinfónico estrenado por la Banda Municipal de dicha ciudad. La obertura “Frigia” (1952), estrenada por la Orquesta de Antiguos Alumnos de la Escuela César Franck de París, ¡Oh, Mater infortunata! premiada e interpretada por los Coros y Orquesta del Estado de Varsovia. Otras obras de interés compuestas por Villatoro son “El acorazado Potemkin”, ballet para orquesta, “Canción de la paz”, con letra de Blas de Otero, o “Jerez: canto al vino y al trabajo”.
En definitiva, la obra de Joaquín Villatoro, además de ser amplísima, abarca prácticamente todos los géneros, y sus composiciones se dirigen a prácticamente cualquier tipo de grupo musical, cuartetos de cuerda, corales, obras para banda sinfónica, orfeón, etc.

También cabe destacar que en el campo de las marchas procesionales, Villatoro compuso unas meritísimas marchas para una de las celebraciones pasionales más señeras de España como es la Semana Santa de Jerez de la Frontera. Entre las que se encuentran las obras “Virgen de la Piedad”, “Semana Santa en Jerez”, “Soledad de la Victoria” y “Jesús de la Santa Cena”, siendo esta última una de las marchas que formó parte de la banda sonora de la película "El Manuscrito del Nazareno".

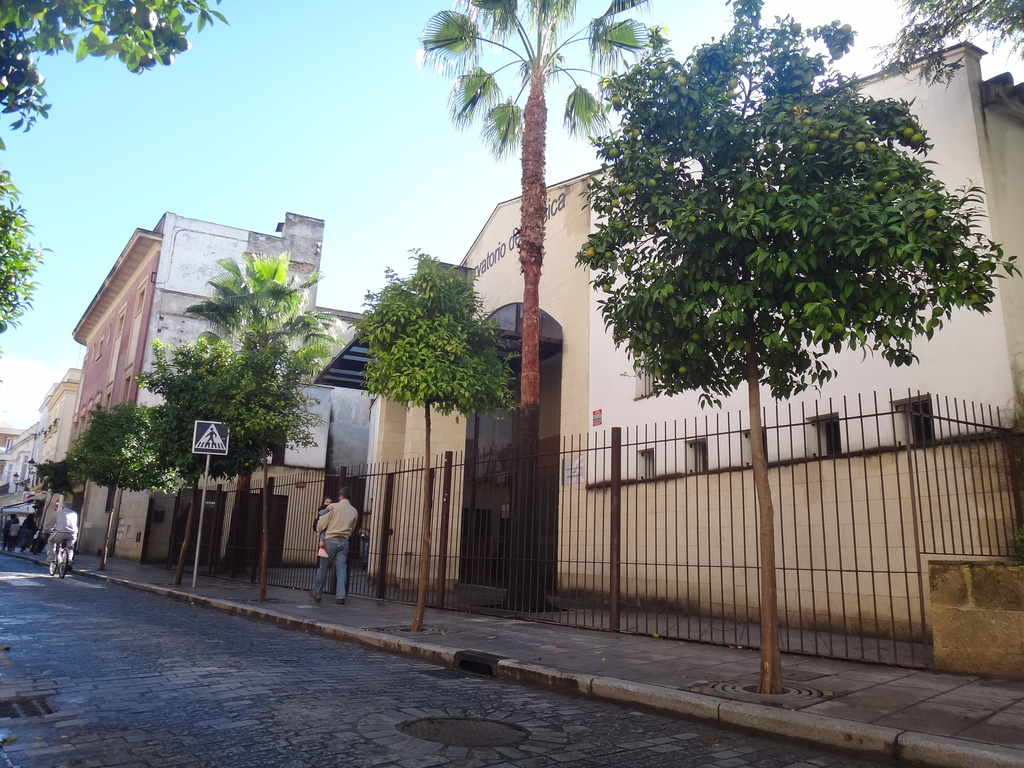
Conservatorio Profesional de Música de Jerez - Joaquín Villatoro

En 1968, ingresó en la Real Academia San Dionisio de Ciencias, Artes y Letras de Jerez de la Frontera, pronunciando su discurso titulado El Arte en la sociedad de hoy. Ese mismo año, unió fuerzas con otras personalidades de la cultura local para recuperar el Ateneo de Jerez. Se jubiló en Jerez de la Frontera en diciembre de 1980. Tras su jubilación marcha a Madrid, y finalmente fallece en la capital de España el 8 de febrero de 1987. 

## Legado
Villatoro es considerado un referente de la Generación de Compositores Sinfónicos Españoles, y su legado incluye una prolífica labor docente y creativa, así como una obra caracterizada por un profundo pensamiento ético y humanista. 
Joaquín Villatoro fundó en 1962 el Conservatorio de Jerez, el cual se llamó en un primer momento Conservatorio Municipal de Música y Arte Flamenco. En 1998 se le nombra como Conservatorio Elemental de Música de Jerez pasando a depender de la Junta de Andalucía, y es el 13 de mayo de 1999 cuando la propia Junta de Andalucía autoriza la denominación específica de Joaquín Villatoro. En el curso 2002-2003, se le concedió al centro las Enseñanzas Profesionales de Música, pasando así a denominarse Conservatorio Profesional de Música “Joaquín Villatoro”.
En 1968, ingresó en la Real Academia San Dionisio de Ciencias, Artes y Letras de Jerez de la Frontera, pronunciando su discurso titulado El Arte en la sociedad de hoy.
En 1974, Joaquín Villatoro protagonizó el documento nª 1632 A del Noticiario Cinematográfico Español (NoDO), en el que se pone en relieve la interpretación del Miserere de Hilarión Eslava por la Orquesta Sinfónica y el Orfeón Jerezano, todo bajo la dirección del erudito músico cordobés.
Tras su fallecimiento recibió numerosos homenajes tanto en los distintos lugares donde ejerció de director como en su pueblo natal y sus obras siguieron interpretándose sobre todo por la Banda Municipal de Jerez. Incluso algunas de sus marchas procesionales llegaron a ser plasmadas en sendos discos "Marchas en Jerez" (1990) y "De la Semana Mayor, Jerez" (1991), siendo su obra "Jesús de la Santa Cena" integrada en la Banda Sonora de la película "El Manuscrito del Nazareno" (1992). También en 2010, la Catedra de Flamencología, grabó un disco compacto con el concierto celebrado el 12 de Julio de 1974 en la bodega "los Claustros" de Domecq, en donde se estrenó la obra Concierto de Jerez, obra del compositor Benito Lauret, con Manuel Morao como guitarra solista y con la intervención de la Orquesta Sinfónica de Jerez, bajo la dirección del maestro Joaquín Villatoro Medina.
En 1996 la Fundación Juan March se hizo cargo de la custodia de parte del archivo patrimonial de Joaquín Villatoro, conservando entre sus archivos más de cien partituras autógrafas, documentación personal relacionada con su actividad profesional y programas de conciertos. Igualmente existe la Fundación Joaquín Villatoro Medina, que actualmente tiene su sede en la localidad natal del autor, Castro del Río, fundación a la que Beatriz Acebal, viuda de Villatoro donó toda la documentación existente acerca del artista, así como mobiliario e instrumentos del propio músico, conservándose aún el piano con el que Joaquín Villatoro desarrollaba su inspiración compositiva. El ayuntamiento de esta localidad también concedió una calle con su nombre al insigne músico, llamando igualmente al centro de enseñanza musical del municipio, Escuela Municipal de Música Joaquín Villatoro.
En 2011, con motivo del centenario de su nacimiento, se realizaron varios encuentros y conciertos homenaje tanto en Jerez de la Frontera como en Castro del Río, su localidad natal, donde se reinterpretaron algunas composiciones del músico cordobés en unión tanto de la Orquesta Joaquín Villatoro del Conservatorio Profesional de Música de Jerez, como por la Agrupación Musical Maestro Villatoro y la Coral Alfonso X "el Sabio" de Castro del Río.   
En 2011 fue presentado el libro "Joaquín Villatoro, Músico del Sur", escrito por Francisco Cañasveras, haciendo un recorrido por la vida del compositor y recopilando los conciertos y composiciones creadas a lo largo de su trayectoria artística. 
En 2015, la Consejería de Educación, Cultura y Deporte de la Junta de Andalucía publica en Sevilla el libro "La actividad musical de Joaquín Villatoro Medina: compositor y director andaluz",  realizando su autora, Sara Cuevas Romero, un extenso repaso por toda la obra del artista cordobés.  

## Obras más relevantes
Listado de las obras más relevantes de Joaquín Villatoro son:
Género Lírico:
- El Mayoral, Zarzuela (Libreto: A. Iniesta), 1959.

Coro y Orquesta:
- Un gran hombre, Cantata, 1934.
- ¡Oh Mater Infortunata!, Cantata, 1955.
- Tres Cantigas del Rey Alfonso X el Sabio, 1963-64.
- Vietnam, Oratorio, 1964.
- Balada y marcha del drama político “La Condecoración” (Letra: L. Olmo), 1966.
- Jerez: Canto al vino y al trabajo, Himno (Letra: L. Olmo), 1968.
- Canto a Andalucía, Himno (Letra: C. Álvarez), 1978.

Banda:
- Cantos vespertinos, Suite, 1930.
- Encantos del Generalife, 1941.
- Leyenda dramática, Poema sinfónico, 1941.
- Transfiguración, Preludio coreográfico, 1942.
- Canto a Córdoba, Poema sinfónico, 1948.
- Guadajoz, Pasodoble, 1958.
- El 98, Pasodoble, 1961.
- Scherzo, 1964.

Música Vocal:
- Himno a Thaelmann (Letra: R. Alberti), 1933.
- Canción de la paz (Letra: B. de Otero), 1950s.
- Romancillo antiguo (Letra: R. Alberti), 1961.
- Cinco Villancicos andaluces, 1965.
- ¡Oh, qué buen amor!, Canción (Letra: L. Olmo), 1970

Marchas para Semana Santa:
- Soledad de la Victoria, 1971. (Publicada en el disco "De la Semana Mayor-Jerez" en 1991)
- Virgen de la Piedad, 1974.[18]
- Semana Santa en Jerez, 197?.
- Jesús de la Santa Cena, 1979. (Publicada en el disco "Marchas en Jerez" en 1990 y formando parte de la banda sonora de la película "El Manuscrito del Nazareno" de 1991)